# Serguéi Soloviov

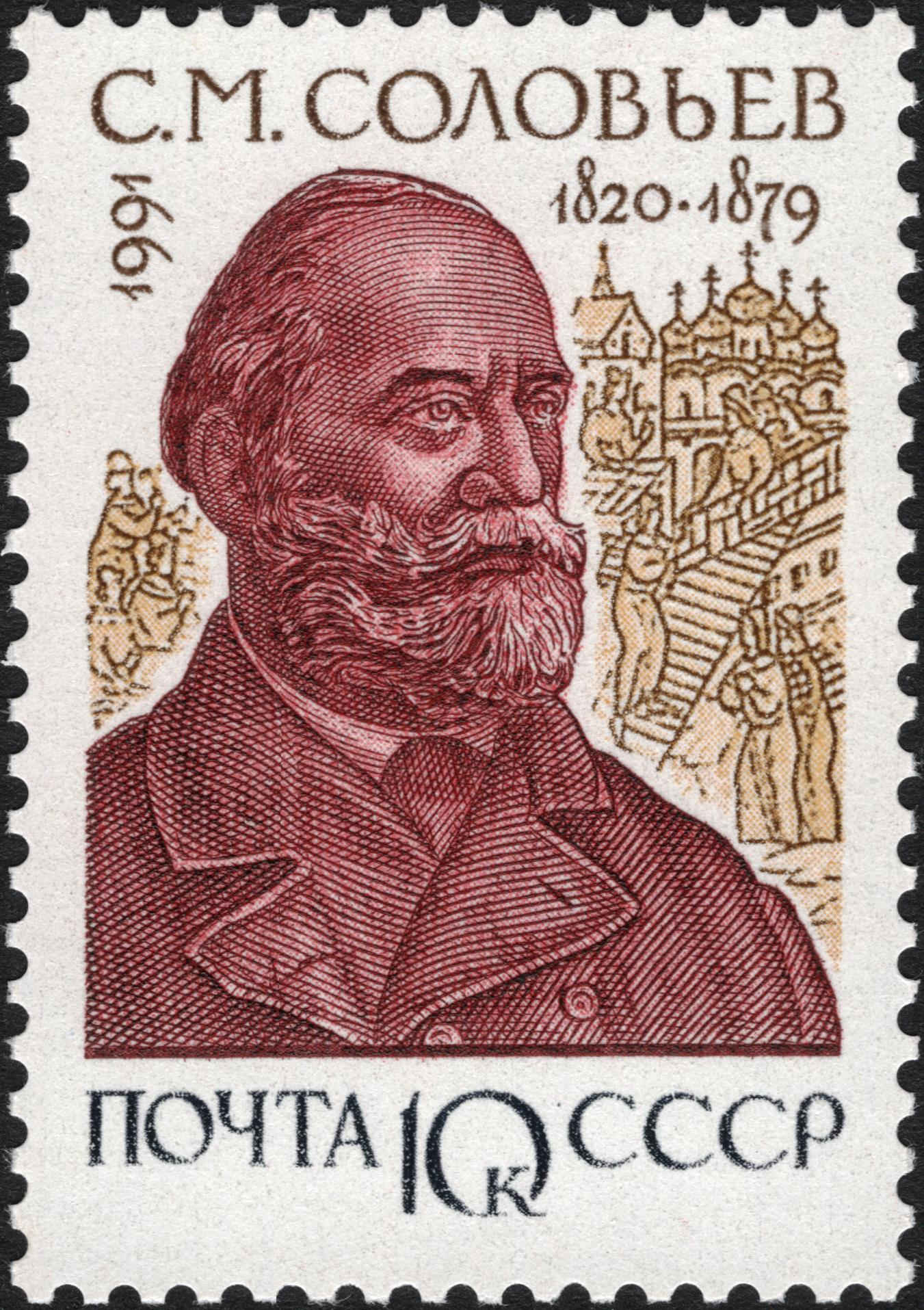
Sello de 1991 en homenaje a Soloviov.

Serguéi Mijáilovich Soloviov (en ruso: Серге́й Миха́йлович Соловьёв; 17 de mayo de 1820 - 16 de abril de 1879) fue uno de los mayores historiadores rusos, cuya influencia en la siguiente generación de historiadores (Vasili Kliuchevski, Dmitri Ilovaiski, Serguéi Platónov) ha sido muy importante. Su hijo Vladímir Soloviov fue uno de los filósofos rusos más importantes. Su hijo mayor Vsévolod Soloviov fue novelista histórico y su hija menor, Polyxena Soloviova, una poetisa simbolista de importancia.

## Vida y obras
Soloviov estudió en la Universidad de Moscú con Timoféi Granovski y viajó por Europa como tutor de los niños del conde Stróganov hasta 1844. el siguiente año se unió a la plantilla de la Universidad de Moscú, donde llegó a ser decano (1871-77). También fue administrador de la Armería del Kremlin y actuó como tutor del futuro Alejandro III de Rusia.
La obra máxima de Soloviov fue la Historia de Rusia desde los primeros tiempos, sin precedentes en su profundidad y alcance. Desde 1851 hasta su muerte publicó veintinueve volúmenes de esta obra. Entre sus otros libros podemos destacar Historia de la caída de Polonia (1863) y Lecturas públicas sobre Pedro el Grande (1872).

## Visión e influencias
Soloviov apreciaba la posición de Rusia como puesto avanzado del cristianismo en el Este. En su opinión, el Estado ruso surgió del "desarrollo necesario y natural" de numerosas fuerzas sociales y políticas, que él intentó definir. Tenía un particular interés por el Período Tumultuoso y las reformas de Pedro el Grande, que describe como males temporales del organismo del Estado ruso.
En palabras de la Encyclopædia Britannica, su Historia... "lleva a un vasto cuerpo de datos a un orden que resulta en un retrato excepcionalmente poderoso y vívido del desarrollo político ruso a lo largo de los siglos. La obra inauguró una nueva era en los estudios sobre Rusia describiendo en un proceso racional y orgánico el paso de una sociedad primitiva basada en las familias a un estado autocrático y centralizado".